# Liste de Suisses
Les personnalités recensées dans cet article sont suisses ou nées sur le territoire de la Suisse actuelle à partir de la naissance des réseaux de confédérations et de la Confédération bourguignonne au XIIIe siècle. Elles se distinguent par un fait remarquable et reconnu. Les sources sont mentionnées.
Elles sont listées selon leur domaine d’activité ou de reconnaissance, sans valeur de classement entre elles.
Voir aussi : la catégorie générique des personnalités suisses, les liens en sous-titres qui renvoient directement aux catégories d'articles concernés ainsi que les liens qui renvoient directement aux listes de personnalités suisses selon leur domaine d'activité.

## Arts

### Architectureetgénie civil

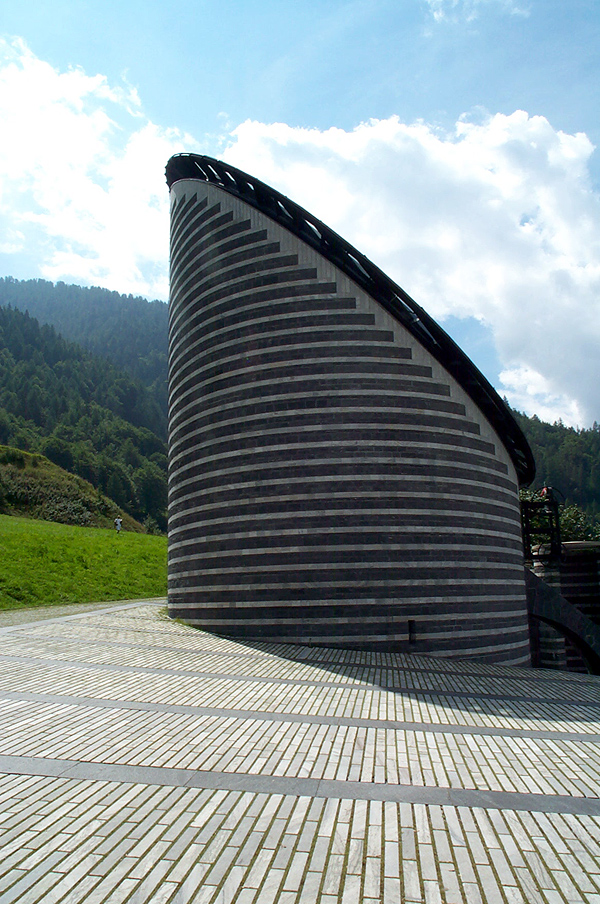
Église de San Giovanni Battista à Mogno (commune de Lavizzara au Tessin). Mario Botta architecte.

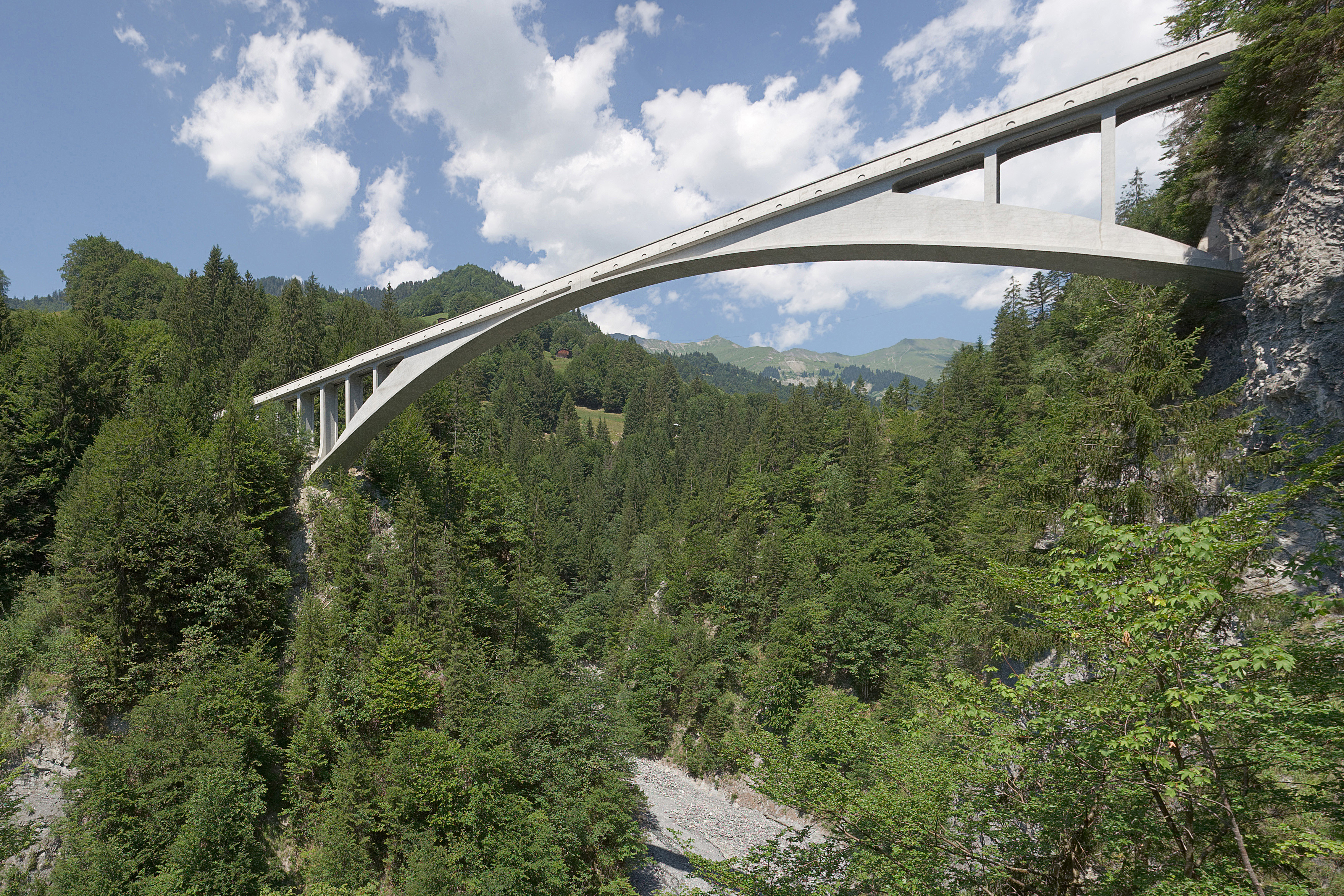
Pont de Salginatobel Robert Maillart, ingénieur. 1930

Dès le XVe siècle des architectes, issus de la région des lacs du Sud des Alpes qui constitue aujourd'hui le Tessin et au XVIe siècle sous domination des Confédérés, émigrent vers l'Italie, la Bavière, l'Autriche, la Pologne et la Russie. Ces maîtres du baroque comme Francesco Borromini, Domenico Fontana, Trezzini et bien d'autres ont développé une tradition de bâtisseurs. Le Tessin possède aujourd'hui de nombreux architectes de renommée internationale et une académie d'architecture à Mendrisio.
Dès le XIXe siècle l'École polytechnique fédérale de Zurich puis celle de Lausanne ont formé de nombreux architectes et ingénieurs suisses ou étrangers. Parmi ceux-ci on peut citer Othmar Ammann, Hendrik Petrus Berlage, Santiago Calatrava, Max Frisch, Jacques Herzog, Maurice Koechlin, William Lescaze, Robert Maillart, Christian Menn, Pierre de Meuron et Bernard Tschumi.
Le Corbusier est l'un des principaux représentants de ce que l'on appelle de nos jours le mouvement moderne dont les théories et recherches ont exercé leur influence dans le monde entier.
Classement chronologique par date de naissance :
| Francesco Borromini (1599-1667)                      | architecte à Rome (Basilique Saint-Jean-de-Latran) |
| Domenico Trezzini, (env 1670-1734)                   | architecte baroque, cathédrale Pierre-et-Paul (participe avec d'autres Tessinois et occidentaux à la création de Saint-Pétersbourg)                                                      |
| Louis Favre (1826-1879)                              | ingénieur (percement du tunnel ferroviaire du Saint-Gothard) |
| Othmar Ammann, (1879-1965)                           | ingénieur américain d'origine suisse, ponts de New York et du Pont du Golden Gate à San Francisco                                                                                        |
| Le Corbusier (Charles-Edouard Jeanneret) (1887-1965) | architecte, urbaniste, peintre et designer suisse, naturalisé français, mouvement moderne, Chapelle de Ronchamp                                                                          |
| Mario Botta (1943- )                                 | architecte, (musées et lieux de culte) Cathédrale d'Évry, musée d'Art moderne de San Francisco                                                                                           |
| Peter Zumthor (1943 - )                              | architecte, pavillon suisse à l'Expo 2000 de Hanovre, Bains thermaux de Vals |
| Diener & Diener                                      | agence d'architecture. Marcus Diener (1918-1999) et Roger Diener (1950- ). Extension de l'ambassade suisse à Berlin. Grande médaille d'or de l'Académie française d'architecture en 2002 |
| Jacques Herzog (1950- ) et Pierre de Meuron (1950- ) | Herzog & de Meuron, architectes associés (musée Tate Modern à Londres, en cours : le stade olympique de Pékin), lauréats du prix Pritzker de l'architecture en 2001                      |

### Arts plastiques
Voir aussi les catégories des peintres, des sculpteurs et des artistes contemporains suisses
Le mouvement dada, prédécesseur du surréalisme, a vu le jour au cabaret Voltaire de Zurich en 1916.
Bâle (musée Tinguely), Berne (Centre Paul-Klee), Berthoud (musée Franz Gertsch), Gruyères (musée HR Giger) et Lucerne (musée Hans Erni) sont des villes qui abritent des musées consacrés à des artistes suisses célèbres.

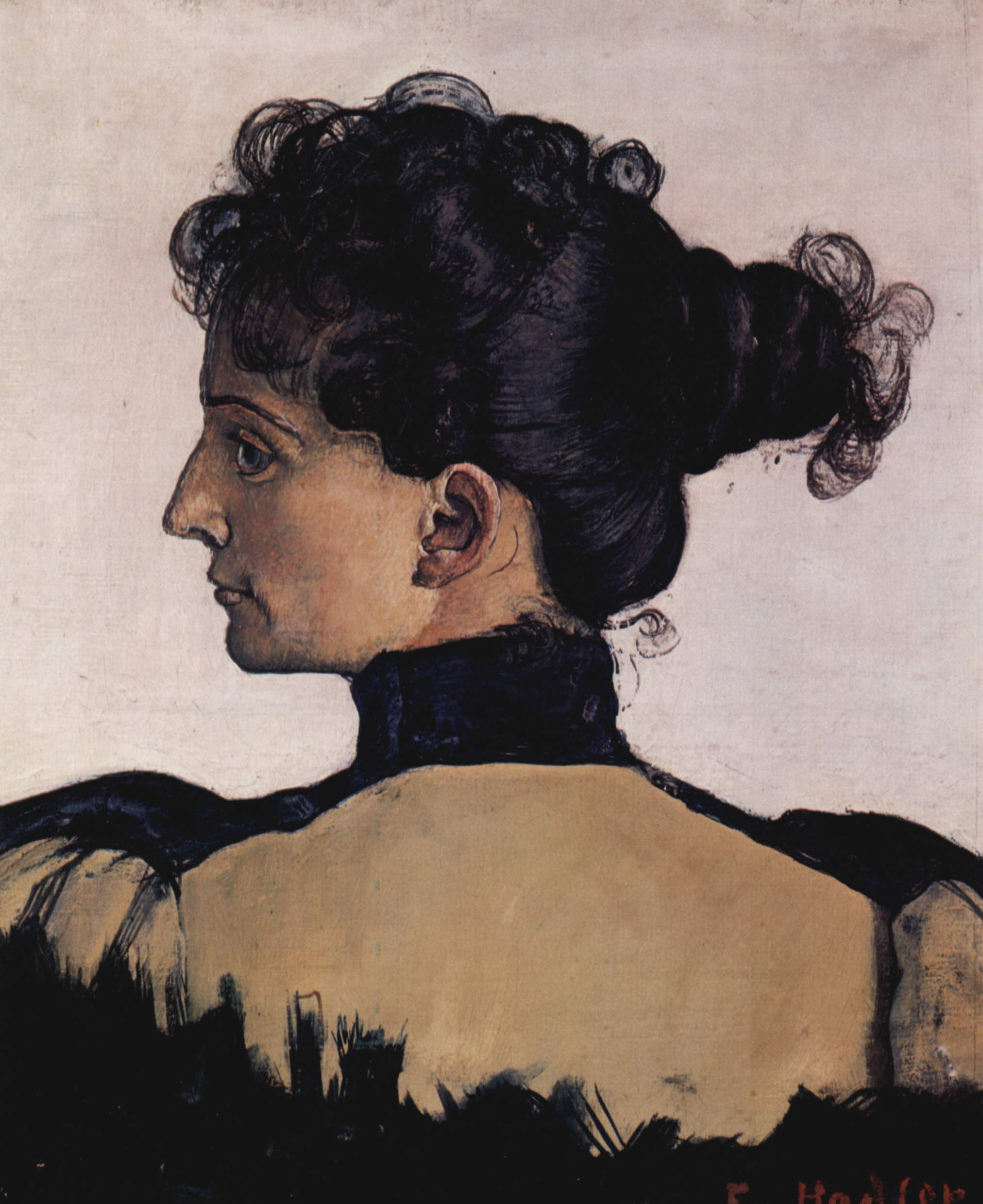
Portrait de Berthe Jacques, femme de Ferdinand Hodler 1894
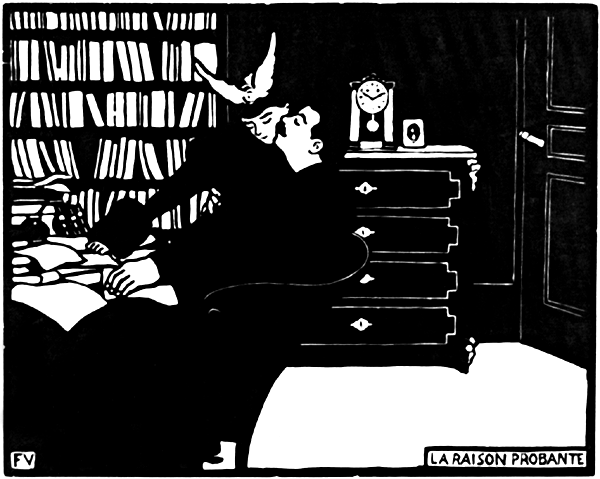
La Raison probante par Félix Vallotton 1898

Classement chronologique par date de naissance :
| Anna Waser (1678-1714)                           | peintre, graveuse, dessinatrice, rattachée au Baroque |
| Anton Graff (1736-1813)                          | peintre, un des plus grands portraitistes de son temps. Son œuvre constitue une remarquable galerie de personnalités de l'époque. Membre d'honneur de l'académie de Berlin (1783), de l'académie impériale de peinture de Vienne et de l'académie des beaux-arts de Munich (1812). |
| Jean-Jacques Pradier (James Pradier) (1790-1852) | sculpteur néoclassique, sculptures sur de nombreux monuments de Paris |
| Léopold Robert (1794-1835)                       | graveur et peintre, triomphe au Salon de Paris de 1831, reçoit la croix de la Légion d'honneur remise par le roi Louis-Philippe |
| Ludwig Stantz (1801-1871)                        | peintre sur verre, écrivain d'art, héraldiste et restaurateur. A notamment peint les vitraux de la verrière du chœur de la Collégiale Saint-Vincent de Berne. |
| Karl Bodmer (1809-1893)                          | peintre des Indiens d'Amérique du Nord. Nommé chevalier de la Légion d'honneur en 1877 |
| Alexandre Calame (1810-1864)                     | peintre, salon de Paris, Légion d'honneur en 1842 pour Chênes battus par l'orage |
| Arnold Böcklin, (1827-1901)                      | peintre, l'Île des morts est son tableau le plus connu |
| Frank Buchser, (1828-1890)                       | peintre, aux États-Unis d'Amérique il fait le portrait de John Sutter. Cofondateur en 1865 de la future Société des peintres, sculpteurs et architectes suisses |
| Albert Anker, (1831-1910)                        | peintre populaire. Médaille d'or au Salon de Paris. Nommé chevalier de la Légion d'honneur en 1878 |
| Emilie Vouga-Pradez (1839-1909)                  | peintre et éditrice. Est considérée de son vivant comme une représentante importante de la peinture florale et animalière. |
| Ferdinand Hodler, (1853-1918)                    | un des peintres suisses les plus connus à cette époque. Il peint le célèbre tableau Bûcheron visible au musée d'Orsay à Paris |
| Giovanni Segantini (1858-1899)                   | peintre symboliste. Parmi ses œuvres : Ave Maria pendant le transbordement, Pâturage alpin, Grisonne, Retour du bois, Les deux mères (1899-1900, achevé par Giacometti après la mort de Segantini).                                                                                |
| Marius Borgeaud (1861-1924)                      | peintre impressionniste |
| Félix Vallotton (1865-1925)                      | peintre et illustrateur, proche des post-impressionnistes ainsi que des Nabis |
| Cuno Peter Amiet, (1868-1961)                    | peintre, par sa maîtrise de la couleur, il a imprimé, après Ferdinand Hodler, une nouvelle impulsion à la peinture suisse |
| Louis Soutter (1871-1942)                        | dessinateur et peintre. Il produisit la partie essentielle de son œuvre, très riche et totalement indépendante, de 1923 à sa mort. On y distingue trois périodes, celles des « cahiers », « maniériste » et de la « peinture au doigt ». Il appartient à l'Art moderne.            |
| Alice Bailly (1872-1938)                         | peintre et graveuse proche des avant-gardes (fauvisme, cubisme, mouvement Dada) |
| Jean-Joseph Crotti (1878-1958)                   | peintre |
| Paul Klee, (1879-1940)                           | peintre et graphiste |
| R.Th. Bosshard (1889-1960)                       | Peintre et dessinateur, dont l’œuvre est dominée par des nus féminins sculpturaux. |
| Sophie Taeuber-Arp (1889-1943)                   | artiste peintre sculpteur, mouvement dada. Représentative de l'art moderne |
| Alberto Giacometti, (1901-1966)                  | sculpteur, peintre et dessinateur surréaliste. Son thème central est la représentation de l'être humain dans sa détresse existentielle |
| Max Bill 1908 - 1994                             | architecte, peintre et sculpteur. Nombreuses distinctions, Grande Croix du mérite de la République fédérale allemande et chevalier de l'ordre des Arts et des Lettres française |
| Hans Fischer (1909-1958)                         | peintre , illustrateur, muraliste et auteur, particulièrement connu pour avoir écrit et illustré le livre pour enfants Pitschi. |
| Hans Erni (1909- )                               | peintre, il élabore une synthèse entre langage abstrait et représentation figurative. La gigantesque peinture murale pour l'Exposition nationale de 1939 lui vaudra la notoriété.                                                                                                  |
| Meret Oppenheim, (1913-1985)                     | peintre surréaliste, réalise en 1936 Le Déjeuner en fourrure |
| Jean Tinguely, (1925-1991)                       | sculpteur, conçoit d'exubérantes « machines » animées en utilisant des matériaux de récupération, participe au groupe des Nouveaux réalistes |
| Bernhard Luginbühl (1929 - )                     | sculpteur, proche de Tinguely, il réalise des sculptures monumentales en acier et des sculptures en bois destinées à être brûlées |
| HR Giger (1940 - 2014 )                          | plasticien, graphiste, illustrateur, sculpteur et designer suisse. Il créa la créature et le vaisseau étranger d'Alien - Le huitième passager. Il partage l'Oscar 1980 des effets spéciaux pour le film, un musée lui est dédié en Suisse.                                         |
| Gilbert Piller (1940 - 2025)                     | peintre et sculpteur. |
| Pipilotti Rist, (1962-)                          | artiste vidéaste |
|                                                  | |

### Bande dessinée

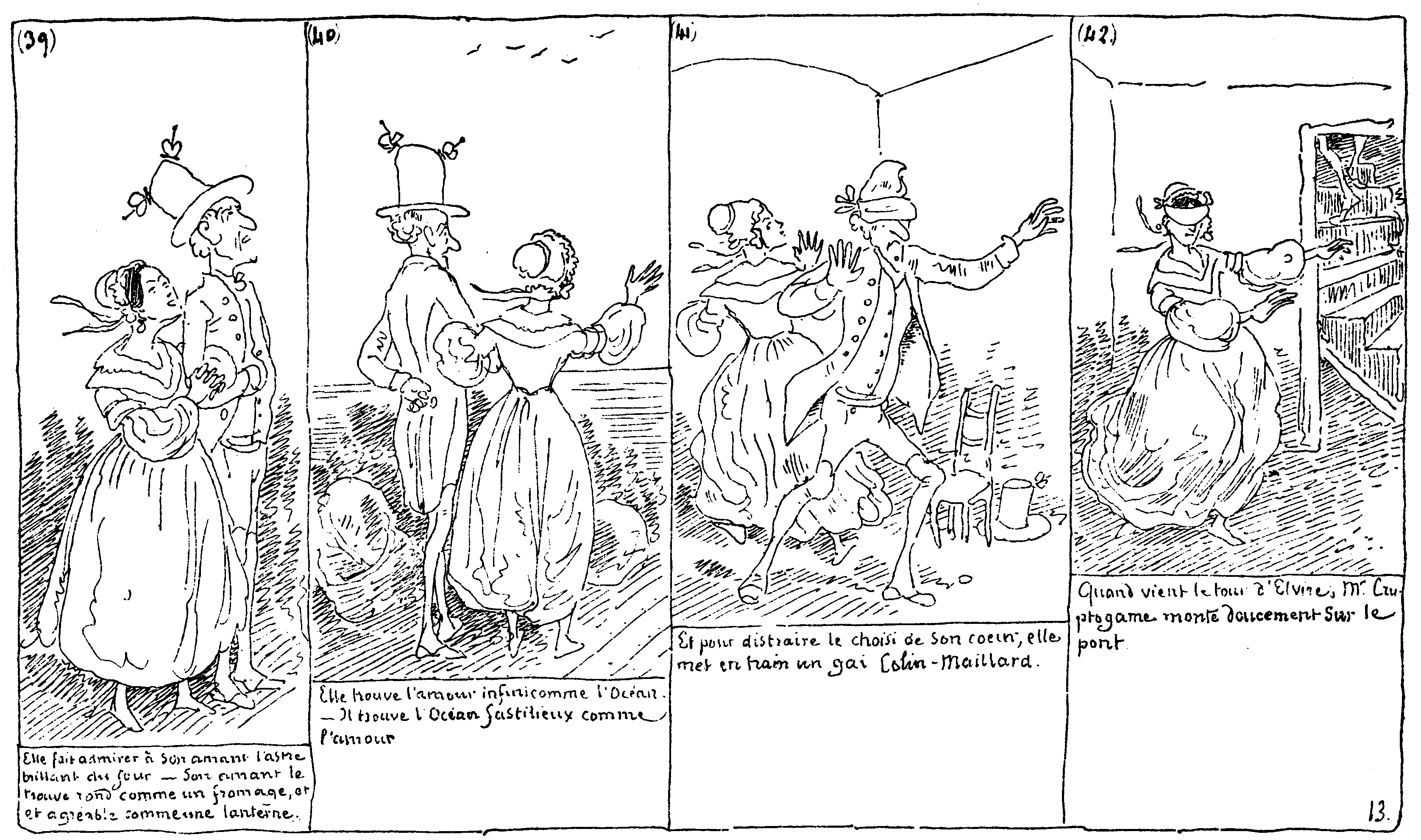
Planche 13 du livre Histoire de Monsieur Cryptogame par Rodolphe Töpffer (1830)

La bande dessinée en Suisse naît avec les histoires en estampes du genevois Rodolphe Toepffer en 1827. En Suisse alémanique le personnage de Globi est créé en 1932 pour les magasins Globus. Le genre s'est fortement développé en Suisse romande dès 1969 avec Derib, formé en Belgique. Les nombreux créateurs Suisses romands des années 1980 ont mené à la création du Festival international de bande dessinée de Sierre en 1984 suivi en 1992 par le festival Fumetto à Lucerne.
Classement chronologique par date de naissance :
| Rodolphe Töpffer (1799-1846) | écrivain, illustrateur, précurseur de la bande dessinée. |
| Derib (1944-)                | dessinateur et scénariste de BD, auteur de séries de bandes dessinées comme Yakari et Buddy Longway. Meilleure BD au prix Saint-Michel en 1974.                                    |
| Cosey (1950-)                | dessinateur et scénariste de BD, Il réalise Jonathan pour le journal Spirou. Grand prix Saint-Michel en 1979, prix du meilleur album au Festival d'Angoulême en 1983.              |
| Zep (1967-)                  | dessinateur et scénariste de BD connu pour son personnage Titeuf, Grand prix de la ville d'Angoulême en 2004.                                                                      |
| Laurence Suhner (1968-)      | auteure de 8 BD, elle a commencé à dessiner dès l'âge de 8 ans. Elle est également romancière et obtient le prix Bob Morane et le prix Futuriales en 2013 pour son roman Vestiges. |

### Chanson
Voir aussi les catégories des chanteurs et des chanteuses suisses.
Le yodel est une technique de chant faisant partie du folklore. À l'origine il servait en montagne à appeler le bétail et à communiquer d'une vallée à l'autre.
La chorale est très populaire : de nombreux groupes locaux se produisent dans les villes et villages.
Pop, rock et jazz ainsi que leurs diverses composantes constituent aujourd'hui les styles musicaux pratiqués par exemple par Stephan Eicher, Sens Unik et Gotthard.
Classement chronologique par date de naissance :
| Jean Villard, dit « Gilles » (1895-1982) | chanteur, compositeur. Compose Les Trois Cloches chantée par Édith Piaf avec Les Compagnons de la chanson. |
| Johnny Hess (1915-1983)                  | chanteur. De 1933 à 1935, en duo Charles et Johnny avec Charles Trenet. Ensuite mouvement « swing » : Ils sont zazous, Je suis Swing. |
| Pierre Dudan (1916-1984)                 | chanteur, compositeur et acteur. Clopin-Clopant et On prend l’café au lait au lit. Maurice Chevalier, Frank Sinatra, Henri Salvador et Yves Montand ont interprété ses chansons. Grand prix de l'Académie Charles-Cros, prix de la chanson poétique de l'Académie de Montmartre et prix Robert-Brasillach en 1981. |
| Lisa della Casa (1919-2012)              | soprano, soliste prestigieuse. Nombreuses distinctions, dont la croix autrichienne du Mérite. |
| Ernst Haefliger (1919-2007),             | un des meilleurs ténors lyriques du XXe siècle, interprète notamment l'Évangéliste dans les Passions de J.S. Bach. Titres de Kammersänger et croix du Mérite de la République fédérale allemande. |
| Lys Assia (1926-2018)                    | chanteuse, première gagnante du grand prix Eurovision de la chanson européenne (appellation de l'époque) en 1956. |
| Henri Dès (1940-)                        | chanteur, chanteur pour enfant |
| Patrick Juvet (1950-2021)                | chanteur, compositeur. Il écrit Le lundi au soleil pour Claude François. Des tubes discos comme I Love America en 1978. |
| Stephan Eicher (1960-)                   | chanteur populaire. Il chante en allemand, en suisse allemand, en italien, en anglais, en français ou encore en bernois. |
| Peter René Baumann (DJ BoBo) (1968-)     | chanteur, compositeur et producteur. Connu pour le titre Chihuahua, un des tubes de l'année 2003. |

### Cinéma
| Ursula Andress, (1936 - )      | actrice |
| Jean-Luc Bideau (1940 -)       | acteur |
| Anne-Marie Blanc (1919 - 2009) | actrice |
| Alain Delon (1935 - 2024)      | acteur, producteur, réalisateur et scénariste français. Il a pris la nationalité suisse en 1999 César du meilleur acteur pour Notre histoire en 1985 |
| Bruno Ganz (1941 - 2019)       | acteur |
| Jean-Luc Godard (1930 -)       | réalisateur |
| Claude Goretta (1929-)         | réalisateur, producteur TV |
| Michel Simon (1895 - 1975)     | acteur |
| Alain Tanner (1929 - 2022)     | réalisateur |

### Danse
| Gilles Jobin   | danseur et chorégraphe |
| Philippe Saire | danseur et chorégraphe |

### Littérature
Voir aussi la catégorie des écrivains suisses
Voir aussi les articles sur les prix littéraires en Suisse alémanique et en Suisse romande
| Henri-Frédéric Amiel (1821-1881)                            | écrivain et philosophe |
| Peter Bichsel (1935- )                                      | |
| S. Corinna Bille (1912-1979)                                | |
| Nicolas Bouvier (1929-1998)                                 | |
| Blaise Cendrars (Frédéric-Louis Sauser) (1887-1961)         | |
| Maurice Chappaz (1919-2015)                                 | |
| Jacques Chessex (1934-2009)                                 | |
| Albert Cohen (1895-1981)                                    | |
| Benjamin Constant (1767-1830)                               | |
| Anne Cuneo (1936- 2015 )                                    | |
| Friedrich Dürrenmatt (1921-1990)                            | |
| Max Frisch (1911-1991)                                      | |
| Friedrich Glauser (1896-1938)                               | |
| Jeremias Gotthelf (Albert Bitzius) (1797-1854)              | |
| Hermann Hesse, N Nobel (1877-1962)                          | écrivain germanophone, prix Nobel de littérature en 1946 |
| Philippe Jaccottet (1925 - 2021 )                           | |
| Gottfried Keller (1819-1890)                                | |
| Ella Maillart, (1903-1997)                                  | |
| Adolf Muschg (1934- )                                       | |
| Charles-Ferdinand Ramuz (1878-1947)                         | |
| Édouard Rod (1857-1910)                                     | écrivain, élu à l'Académie française il renonça à cet honneur qui l'aurait contraint à prendre la nationalité française et à abandonner sa nationalité suisse. |
| Jean-Jacques Rousseau, (1712-1778)                          | écrivain et philosophe genevois. Les Confessions l'ont rendu célèbre ainsi que son Discours sur l'origine et les fondements de l'inégalité parmi les hommes.   |
| Annemarie Schwarzenbach (1908-1942)                         | |
| Carl Spitteler, N Nobel (1845-1924)                         | écrivain germanophone, prix Nobel de littérature en 1919. |
| Johanna Spyri, (1827-1901)                                  | |
| Madame de Staël (Anne Louise Germaine de Staël) (1766-1817) | |
| Robert Walser (1878-1956)                                   | |
| Urs Widmer (1938- )                                         | |
| Fritz Zorn (Fritz Angst) (1944-1976)                        | |

### Musique

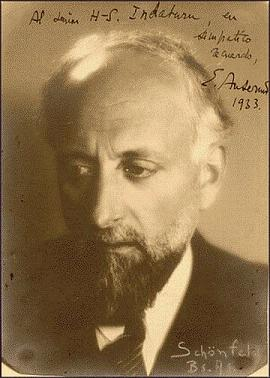
Ernest Ansermet

Les premiers orchestres symphoniques furent fondés au début du XXe siècle. De nombreux festivals sont organisés en Suisse. Par exemple : au Palais de la culture et des congrès de Lucerne, le Festival international de musique Tibor Varga à Sion, le Festival de jazz de Montreux et le Paléo Festival Nyon.
Classement chronologique par date de naissance :
| Alberich Zwyssig, (1808-1854)     | moine cistercien, compositeur. Compose en 1841 le cantique suisse. |
| Émile Jaques-Dalcroze (1865-1950) | compositeur, pédagogue, créateur de la rythmique, fondateur de l'Institut Jaques-Dalcroze (Genève). |
| Ernest Ansermet, (1883-1969)      | chef d'orchestre, il fonde en 1918 l'Orchestre de la Suisse romande et le dirige jusqu'en 1967. Il a eu une profonde influence sur la vie culturelle de Suisse romande. Cofondateur de la Société internationale pour la musique contemporaine en Europe et de l'Orchestre symphonique de Paris. |
| Othmar Schoeck (1886-1957)        | chef d'orchestre et compositeur. Chef d'orchestre des concerts symphoniques de Saint-Gall. Un des maîtres du lied de langue allemande. |
| Edwin Fischer (1886-1960)         | pianiste et chef d'orchestre. Orchestre de chambre au conservatoire de Berlin. Interprétations de Bach, Mozart, Beethoven et Brahms. |
| Frank Martin, (1890-1974)         | compositeur. Petite Symphonie concertante. |
| Arthur Honegger, (1892-1955)      | compositeur. Sa musique est en phase avec les grandes questions du XXe siècle. Son œuvre la plus célèbre est Pacific 231. Titulaire de nombreuses distinctions. |
| Clara Haskil (1895-1960)          | pianiste suisse d'origine roumaine. Enfant prodige mais reconnaissance tardive durant les dix dernières années de sa vie. en 1959 l'Orchestre philharmonique de Berlin et Herbert von Karajan l'invite pour une tournée européenne rendant hommage à Mozart (bicentenaire de la naissance).      |
| Peter-Lukas Graf, (1929-)         | flûtiste. Soliste, chambriste et chef d'orchestre de réputation internationale. |
| Michel Tabachnik (1942-)          | chef d'orchestre et compositeur. Comme assistant de Pierre Boulez : création et direction musicale de l'Ensemble intercontemporain. Dirige de nombreux orchestres prestigieux (Orchestre national de France, Orchestre de l'Opéra de Paris, Berliner Philharmoniker, BBC Symphony Orchestra).    |

### Photographie
| Werner Bischof (1916-1954)  |                                                                  |
| Nicolas Bouvier (1929-1998) | photographe iconographe, écrivain et voyageur                    |
| René Burri (1933- )         |                                                                  |
| Marcel Imsand (1929-)       | photographe                                                      |
| Ella Maillart, (1903-1997)  | sportive de haut niveau, journaliste, photographe et aventurière |

### Spectacle
Voir aussi la catégorie des humoristes suisses.
Classement chronologique par date de naissance :
| Grock Adrien Wettach,(1880-1959) | clown, artiste de cabaret. Jouait de divers instruments et maîtrisait plusieurs langues. Considéré par ses pairs comme le plus grand clown musical du XXe siècle.                                   |
| Emil (Emil Steinberger) (1933-)  | artiste de cabaret, comique. Acteur dans le film Les Faiseurs de Suisses ("Die Schweizermacher"). Ordre Karl-Valentin en 1986 et anneau Hans-Reinhart en 1988.                                      |
| Dimitri(1935-2016)               | clown, artiste de cabaret. Se produit dans le monde entier. Fondateur de la Scuola Teatro Dimitri à Verscio (école universitaire de théâtre). Prix Grock en 1973 et l'anneau Hans-Reinhart en 1976. |
| Zouc Isabelle von Allmen (1950-) | actrice, auteure-compositrice-interprète et humoriste suisse née le 29 avril 1950 à Saint-Imier, dans le canton de Berne                                                                            |

Outre ces personnalités individuelles on peut mentionner:
- La famille Knie, dynastie depuis 1803[57]. Fondation en 1919 du Cirque national suisse des frères Knie (cirque Knie).
- Les Mummenschanz, un trio de théâtre de masques créé à Zurich (membres fondateurs : Floriana Frassetto, Bernie Schürch et Andres Bossard). Ils se sont produits entre 1977 et 1979 à Broadway.

## Médias
Voir aussi la catégorie des journalistes suisses
| Boris Acquadro (1929 - 2005)      | journaliste sportif, chef du département des sports de la TSR de 1962 à 1994, président du groupe sport de l'Union européenne de radiodiffusion et de télévision |
| Fernand Auberjonois (1910 - 2004) | Grand Reporter journaux et radios, écrivain naturalisé américain, héros de la Seconde Guerre mondiale, fils du peintre René Auberjonois (1872-1957). |
| Christian Defaye (1934 – 1997)    | journaliste et animateur de télévision, émission hebdomadaire Spécial Cinéma pendant vingt ans. Juré au Festival de Cannes en 1981 et nommé chevalier de l'ordre français des Arts et des Lettres. |
| Bernard Genier                    | producteur de télévision et grand reporter, reportages sur l'environnement ou l'Asie diffusée dans plusieurs pays. |
| Jean-Pierre Goretta (1926 – 1985) | reporter et animateur de la Radio suisse romande. Génie de l’interview, le prix Jean-Pierre-Goretta (créé en 1986) récompense un entretien radiophonique qui privilégie la mise en valeur, l'écoute et le respect de l'interlocuteur                                                                               |
| Georges Hardy (1914 – 1996)       | pionnier de la radio en Suisse romande, animateur de télévision (émission À vos lettres). De 1945 à 1946 il a fait partie de l'équipe qui a créé le service radio de la Croix-Rouge, chargé de rechercher les disparus de la guerre.                                                                               |
| Pierre Hemmer (1950 – 2013)       | un des principaux précurseurs et pionniers d'Internet en Suisse. Le 3 janvier 1995, Pierre Hemmer fonde MC Management et Communications SA (M&Cnet), première société à fournir l'accès internet sur une partie significative du territoire suisse.                                                                |
| Lolita Morena (1960 - )           | comédienne et animatrice de télévision en Suisse et à l'étranger. Élue Miss Suisse en 1982 |
| René Payot (1894 – 1970)          | journaliste, commentateur radio des chroniques internationales dès la période de la Seconde Guerre mondiale et jusqu'en 1969. Ruban de commandeur de la Légion d'honneur française. La Bourse René-Payot (créé en 1982), est décernée chaque année par les Radios francophones publiques à un(e) jeune journaliste |
| Jean-Philippe Rapp (1942 - )      | journaliste de télévision et producteur. Il a animé plusieurs émissions de la Télévision Suisse Romande dont Temps Présent, le Téléjournal et Zig Zag Café |
| Roger Schawinski (1945 - )        | pionnier de la radio et télévision privée en Suisse, avec un émetteur pirate. Fondateur de Radio 24, Tele Züri et Tele 24 |
| Claude Torracinta (1934 - )       | journaliste de télévision, créateur et animateur du magazine d'information télévisée "Temps présent" qui a reçu plusieurs prix internationaux |

## Sciences exactes et naturelles

### Aéronautique
Voir aussi la catégorie des aviateurs suisses
| Oskar Bider (1891-1919)                             | aviateur, première traversée des Pyrénées et première traversée des Alpes en 1913. Premier service aéropostal en Suisse |
| Henri Dufaux (1879-1980)                            | pionnier de l'aviation binational, inventeur du concept du Tiltrotor (1904) |
| Armand Dufaux (1883-1941)                           | pionnier de l'aviation binational co-inventeur du concept du Tiltrotor (1904) |
| Ernest Failloubaz (1892-1919)                       | pilote, record de durée de vol en 1910. Reçoit le brevet de pilote suisse No 1 |
| Hermann Geiger (1914 – 1966) le pilote des glaciers | pilote, pionnier du sauvetage en montagne. Le 16 juillet 1953, il réussit à poser son avion au sommet du glacier du Mont Rose |
| René Grandjean (1884-1964)                          | pilote et constructeur du 1er avion avec des skis de suisse |
| Alexandre Liwentaal (1864-1940)                     | constructeur et décollage du 1er avion à moteur suisse (1909) |
| Walter Mittelholzer (1894-1937)                     | pionnier de l'aviation, photographe, voyageur et écrivain. Premier vol en 1926 du nord de l'Afrique jusqu'au sud du continent (avec escales). En 1929 il est le premier à survoler le Kilimandjaro. Photographies exclusives des tribus du Kenya |
| Claude Nicollier (1944-)                            | spationaute (premier Suisse dans l'espace, Mission STS-46, 1992) |
| Auguste Piccard (1884-1962)                         | physicien (il s'élève en ballon libre dans la stratosphère) |
| Bertrand Piccard (1958-)                            | tour du monde en ballon (projet identique en avion solaire) |
| Eduard Schweizer (appelé Spelterini) (1852-1931)    | aéronaute, ballon à air chaud |

### Astronomie
| Michel Mayor (1942- )    | astrophysicien (découvreur de la première planète extrasolaire avec Didier Queloz) |
| Didier Queloz (1966- )   | astronome                                                                          |
| Fritz Zwicky (1898-1974) | astrophysicien (découvreur de supernovae)                                          |

### Biologie
| Werner Arber (1929- )    | biologiste |
| Daniel Bovet (1907-1992) | biologiste |

### Botanique
| Louis Agassiz (1807-1873)               | naturaliste, il est le premier à défendre scientifiquement l'existence d'une époque glaciaire                         |
| Charles Bonnet (1720-1793)              | naturaliste |
| François-Alphonse Forel (1841-1912)     | naturaliste et géologue, pionnier dans l'étude des lacs et fondateur de la limnologie                                 |
| Conrad Gessner (1516-1565)              | médecin et naturaliste                                                                                                |
| Horace-Bénédict de Saussure (1740-1799) | naturaliste et géologue, considéré comme le fondateur de l'alpinisme, énonce les bases d'une météorologie rationnelle |

Georges Claraz (1832-1930) naturaliste et explorateur. Il ouvre en septembre 1865 la porte de la Patagonie septentrionale à la recherche scientifique, en explorant et décrivant en premier les zones comprises entre les fleuves Rio Negro et Río Chubut.

### Chimie
| Richard R. Ernst, N Nobel (1933- )       | chimiste, prix Nobel de chimie en 1991 pour le développement de la spectroscopie de résonance magnétique nucléaire                           |
| Albert Hofmann (1906-2008)               | chimiste (découverte du LSD) |
| Paul Karrer, N Nobel (1889-1971)         | biochimiste, prix Nobel de chimie en 1937 pour ses recherches sur les vitamines A et B                                                       |
| Paul Hermann Müller, N Nobel (1899-1965) | chimiste, prix Nobel de physiologie ou médecine en 1948 pour avoir découvert le dichloro-diphényl-trichloréthane (DDT)                       |
| Jean Piccard (1884-1963)                 | chimiste |
| Vladimir Prelog, N Nobel (1906-1998)     | chimiste, prix Nobel de chimie en 1975 pour ses travaux relatifs à la stéréochimie des molécules et des réactions organiques                 |
| Tadeusz Reichstein, N Nobel (1897-1996)  | chimiste, travaille sur les hormones corticossurrénales, prix Nobel de médecine en 1950 avec Edward Calvin Kendall et Philip Showalter Hench |
| Lavoslav Ružička, N Nobel (1887- 1976)   | chimiste, prix Nobel de chimie en 1939 avec Adolf Butenandt pour ses travaux sur les terpènes                                                |
| Alfred Werner, N Nobel (1866-1919)       | chimiste (développe les bases de la théorie moderne de la chimie de coordination), prix Nobel de chimie en 1913                              |
| Kurt Wüthrich N Nobel (1938- )           | chimiste, prix Nobel de chimie en 2002 |
| Jacques Dubochet N Nobel (1942- )        | chimiste, prix Nobel de chimie en 2017 |

### Ingénierie
|                                     |                                          |
| Niklaus Riggenbach (1817-1899)      | ingénieur                                |
| François Isaac de Rivaz (1752-1828) | inventeur du moteur à combustion interne |

### Mathématiques
| Daniel Bernoulli (1700-1782)    | mathématicien et physicien |
| Jacques Bernoulli (1654-1705)   | mathématicien              |
| Jost Bürgi (1552-1632)          | mathématicien et horloger  |
| Gabriel Cramer (1704-1752)      | mathématicien              |
| Leonhard Euler (1707-1783)      | mathématicien et physicien |
| Jakob Amsler-Laffon (1823-1912) | mathématicien              |
| Eduard Stiefel (1909-1978)      | mathématicien              |

### Médecine
| Maximilian Oskar Bircher-Benner (1867-1939)                                     | médecin et diététicien |
| Daniel Bovet N Nobel (1907-1992)                                                | médecin suisse et italien (découverte de l'anti-histamine utilisé dans le soin des allergies), prix Nobel de médecine en 1957                                                                           |
| Eugen Bleuler (1857-1940)                                                       | psychiatre |
| Jean Bernoulli (1667-1748)                                                      | médecin, physicien |
| Auguste Forel (1848-1931)                                                       | psychiatre |
| Jules Gonin (1870-1935)                                                         | médecin, ophtalmologue |
| Albrecht von Haller (1708-1777)                                                 | médecin, biologiste, botaniste |
| Walter Rudolf Hess, N Nobel (1881-1973)                                         | prix Nobel de médecine en 1949 pour avoir découvert l'organisation fonctionnelle du mésencéphale lui permettant de coordonner les activités des organes internes                                        |
| Emil Theodor Kocher, N Nobel (1841-1917)                                        | chirurgien, prix Nobel de médecine en 1909 pour ses travaux sur la physiologie, la pathologie et la chirurgie du corps thyroïde                                                                         |
| Catherine Kousmine (1904-1992)                                                  | médecin |
| Paracelse (Theophrastus Philippus Aureolus Bombastus von Hohenheim) (1493-1541) | médecin |
| Bertrand Piccard (1958- )                                                       | médecin psychiatre, aéronaute |
| Rolf M. Zinkernagel, N Nobel (1944- )                                           | médecin, professeur d'immunologie, prix Nobel de médecine en 1996 avec Peter C. Doherty pour avoir découvert comment les cellules du système immunitaire reconnaissent un virus qui attaque l'organisme |
| Alexandre Yersin (1894-1943)                                                    | médecin |

### Physique
| Félix Bloch N Nobel (1905-1983)                | premier directeur du CERN, prix Nobel de physique en 1952 pour le développement de méthodes nouvelles pour mesurer exactement le magnétisme des noyaux                                   |
| Jean-Daniel Colladon (1802 – 1893)             | physicien, il entreprend des recherches sur la compression des liquides et détermine la vitesse du son dans l’eau, mesurée dans le Léman                                                 |
| Albert Einstein, N Nobel (1879-1955)           | physicien (théorie de la gravitation, relativité générale), prix Nobel de physique en 1921 pour ses mérites en physique mathématique (attribué conjointement à l'Allemagne et la Suisse) |
| Charles Édouard Guillaume, N Nobel (1861-1938) | (inventeur d'alliages ayant un très faible coefficient de dilatation), prix Nobel de physique en 1920 pour services rendus à la physique de précision                                    |
| Karl Alexander Müller, N Nobel (1927- )        | (importante percée en supraconductivité des matériaux céramiques), prix Nobel de physique en 1987                                                                                        |
| Wolfgang Pauli (1900-1958)                     | physicien autrichien naturalisé suisse (définition du principe d'exclusion en mécanique quantique), prix Nobel de physique en 1945 (attribué à l'Autriche)                               |
| Auguste Piccard (1884-1962)                    | physicien, (concepteur du bathyscaphe) |
| Heinrich Rohrer, N Nobel (1933- )              | prix Nobel de physique en 1986 pour la construction du microscope à balayage utilisant l'effet tunnel                                                                                    |

### Autres sciences exactes et naturelles
| Alexander E. Agassiz (1835-1910)       | zoologiste et d'océanographe                                                                                          |
| Werner Arber, N Nobel (1929-)          | prix Nobel de médecine en 1978 avec Daniel Nathans et Hamilton Smith pour leur découverte des enzymes de restrictions |
| Jean André Deluc (1727-1817)           | géologue et météorologue                                                                                              |
| Johann Caspar von Orelli (1787-1849)   | savant |
| Jacques Piccard (1922- )               | océanographe (record de plongée (10 916 m) dans la fosse des Mariannes avec le bathyscaphe)                           |
| Johannes Gaspar Scheuchzer (1684-1738) | médecin et botaniste                                                                                                  |
| Johann Jakob Scheuchzer (1672-1733)    | professeur de sciences et naturaliste                                                                                 |
| Niklaus Wirth (1934- )                 | professeur d'informatique                                                                                             |
| Theodor Zwinger l'Ancien (1533-1588)   | médecin |
| Theodor Zwinger III (1658-1774)        | médecin |

## Sciences humaines et sociales

### Économie
Voir aussi la catégorie des personnalités suisses du monde des affaires
| Étienne Clavière (1735-1793)               | banquier                 |
| Alfred Escher (1819-1882)                  | banquier                 |
| Philipp Emanuel von Fellenberg (1771-1844) | économiste               |
| César Ritz (1850-1899)                     | hôtelier et entrepreneur |
| Henri-Louis Wakker (1875-1972)             | promoteur                |

### Histoire
| Jean-François Bergier (1931- 2009 ) | historien |
| Jacob Burckhardt (1818-1897)        | historien |
| Johannes von Müller (1752-1809)     | historien |

### Justice
| Carla Del Ponte (1947 -) | magistrate, procureur général du TPIR et du TPIY. Ces tribunaux ont leur siège à La Haye |

### Militaire
| Guillaume-Henri Dufour (1787-1875)  | militaire, général et cartographe                 |
| Joachim Forrer (1782-1833)          | militaire                                         |
| Henri Guisan (1874-1960)            | militaire, général                                |
| Antoine-Henri de Jomini (1779-1869) | général de Napoléon, important stratège militaire |

### Philosophie
| Jeanne Hersch (1910-2000)         | philosophe                                                                                       |
| Jean-Jacques Rousseau (1712-1778) | philosophe                                                                                       |
| Rudolf Steiner (1861-1925)        | philosophe, mystique et fondateur de la pédagogie qui porte son nom (très répandue en Allemagne) |

### Politique
Voir aussi les listes des présidents de la Confédération et des conseillers fédéraux de Suisse
| Louis-Henri Delarageaz (1807-1891)                         | révolutionnaire et homme politique vaudois, colonel fédéral d'artillerie |  |
| Numa Droz (1844-1899)                                      | |  |
| Élie Ducommun N Nobel (1833-1906)                          | journaliste, chancelier d'État du canton de Genève entre 1862 et 1865, (membre fondateur de la Ligue de la Paix et de la liberté), prix Nobel de la Paix en 1902 avec Albert Gobat |  |
| Hans Conrad Escher von der Linth (1767-1823)               | |  |
| Nicolas de Flue (1417-1487)                                | ermite et saint suisse, Fêté le 21 mars |  |
| Albert Gallatin (1761-1849)                                | |  |
| Albert Gobat, N Nobel (1843-1914)                          | Directeur du Bureau international de la paix de 1911-1914, (Convention de La Haye), prix Nobel de la Paix en 1902 avec Élie Ducommun                                               |  |
| Jürg Jenatsch (1596-1639)                                  | |  |
| Elisabeth Kopp (1936- )                                    | ancienne conseillère fédérale, première femme à accéder au Conseil fédéral |  |
| Jean-Paul Marat (1743-1793)                                | révolutionnaire français |  |
| Napoléon III (1808-1873) (naturalisation le 14 avril 1832) | |  |
| Jacques Necker (1732-1804)                                 | banquier |  |
| Adolf Ogi (1942 -)                                         | ancien conseiller fédéral, actuel conseiller spécial du secrétaire général de l'ONU pour le sport au service du développement et de la paix                                        |  |
| Charles Pictet de Rochemont (1755-1824)                    | |  |
| Jean Ziegler (1934 -)                                      | ancien conseiller national, actuel rapporteur spécial de la Commission des Droits de l'homme de l'ONU pour le droit à l'alimentation                                               |  |
| Jean-Pascal Delamuraz (1936-1998)                          | conseiller fédéral de 1984 à 1998 |  |

### Psychologie
| Germaine Guex                 | psychanalyste                |
| Carl Gustav Jung (1875-1961)  | psychiatre, psychanalyste    |
| Jean Piaget (1896-1980)       | épistémologue et psychologue |
| Raymond de Saussure           | psychanalyste                |
| Hermann Rorschach (1884-1922) | psychiatre                   |

### Théologie
| Karl Barth (1886-1968)             | théologien protestant               |
| André Biéler (1914-2006)           | théologien protestant               |
| Heinrich Bullinger (1504-1575)     | théologien et réformateur           |
| Nicolas Fiva (1609-1640)           | missionnaire en Chine               |
| Frère Roger (1915-2005)            | Fondadeur de la communauté de Taizé |
| Georges Gobat (1600-1679)          | Jésuite, théologien et écrivain     |
| Hans Küng (1928)                   | théologien                          |
| Philip Schaff (1819-1893)          | théologien                          |
| Josias Simmler (1530-1576)         | théologien                          |
| Alexandre Vinet (1797-1847)        | théologien                          |
| Johann Jakob Wettstein (1693-1754) | théologien                          |
| Ulrich Zwingli (1484-1531)         | théologien et réformateur           |

### Autres sciences humaines et sociales
| Johann Georg Baiter (1801-1877)        | professeur de philologie |
| Adolphe-François Bandelier (1840-1914) | archéologue |
| Jean Henri Dunant,N Nobel (1828-1910)  | humaniste (fondateur du Comité international de la Croix-Rouge et promoteur de la Convention de Genève), prix Nobel de la Paix en 1901 |
| Eugen Huber (1849-1923)                | jurisconsulte |
| Johann Heinrich Pestalozzi (1746-1827) | pédagogue et auteur |
| Ferdinand de Saussure (1857-1913)      | linguiste |

## Sport
Voir aussi les catégories des sportifs et des sportives suisses

### Athlétisme
| Natascha Badmann (1966)              | Triathlète, gagne 6 fois l'Ironman à Hawaii (le championnat du monde de triathlon) en 1998, 2000, 2001, 2002, 2004 et 2005. Sportive suisse de l'année en 1998                                                              |
| André Bucher (1976) ·                | athlète, pratiquant le 800 mètres, vainqueur lors des Championnats du monde d'athlétisme 2001 à Edmonton, remporte la Golden League 2001 et le Grand Prix IAAF en 2001. Deux fois sportif suisse de l'année en 2000 et 2001 |
| Cornelia Bürki (1953)                | athlète, pratiquant le 1500 et 3 000 mètres. Sportive suisse de l'année en 1978 |
| Werner Günthör (1961) ·              | lanceur de poids, triple champion du monde de la discipline en 1987, 1991 et 1993. Médaille de bronze aux Jeux olympiques d'été de 1988. 3 fois sportif suisse de l'année en 1986, 1987 et 1991                             |
| Franziska Rochat-Moser (1966 - 2002) | athlète, 1re du marathon de New York en 1997 |

### Cyclisme
| Oscar Camenzind (1971) · | coureur cycliste, champion du monde sur route en 1998, vainqueur du Tour de Suisse en 2000. Sportif suisse de l'année en 1998 |
| Hugo Koblet (1925-1964)  | coureur cycliste, vainqueur du Tour d'Italie : 1950, Tour de Suisse : 1950, 1953, 1955, Tour de France : 1951. Sportif suisse de l'année en 1951                                                                                          |
| Ferdi Kübler (1919) ·    | coureur cycliste, vainqueur du Tour d'Italie : 1950, Tour de Suisse : 1942, 1948, 1951, Tour de France : 1950. Champion du monde sur route: 1951 (2e: 1949; 3e: 1950)                                                                     |
| Pascal Richard (1964) ·  | coureur cycliste, vainqueur du Tour de Suisse en 1994, champion olympique sur route en 1996 |
| Tony Rominger (1961)     | coureur cycliste, 1er au classement UCI 1994, record du monde de l'heure en 1994, vainqueur du Tour d'Italie en 1995 et vainqueur du Tour d'Espagne : 1992, 1993, 1994. Quatre fois sportif suisse de l'année en 1989, 1992, 1993 et 1994 |
| Karin Thürig (1972) ·    | coureuse cycliste, championne du monde de contre la montre sur route en 1995 et 1996 (3e en 2002), médaille de bronze aux Jeux olympiques d'été de 1994. Sportive suisse de l'année en 2004                                               |
| Alex Zülle (1968) ·      | coureur cycliste, champion du monde du contre-la-montre en 1996, vainqueur du Tour d'Espagne : 1996, 1997, vainqueur du Tour de Suisse : 2002                                                                                             |
| Albert Zweifel (1949) ·  | cycliste, champion du monde de cyclo-cross : 1976, 1977, 1978, 1979, 1986 |

### Football
| Sepp Blatter (1935) | président de la FIFA |

### Navigation
| Ernesto Bertarelli (1965) | entrepreneur, navigateur (propriétaire de la flotte de bateaux Alinghi), a remporté la Coupe de l'America en 2003 |
| Laurent Bourgnon (1966)   | skipper, record de la traversée de l'Atlantique en solitaire. Vainqueur de La Baule-Dakar en 1991, vainqueur de la Transat Québec-Saint-Malo en 1992, vainqueur de la Route du Rhum 1994 et 1998, vainqueur de la Transat Le Havre – Cartagène en 1997 |
| Pierre Fehlmann (1942)    | navigateur, célèbre par ses participations aux courses autour du monde. Vainqueur de la Whitbread en 1985-86 |
| Stève Ravussin (1968)     | navigateur, vainqueur de la Transat Jacques-Vabre en 2001 |
| Dominique Wavre (1955)    | navigateur, célèbre par ses participations au Vendée Globe. |

### Patinage
Voir aussi les catégories des patineurs artistiques et des patineuses artistiques suisses
| Denise Biellmann (1962) ·      | championne de patinage artistique en 1981, elle donne son nom à la pirouette Biellmann. Deux fois sportive suisse de l'année en 1979 et 1981. Élue sportive suisse du siècle en 1995. |
| Arnold Gerschwiler (1914-2003) | champion et instructeur de patinage artistique à Londres. Découvreur de talents, il reçoit l'Ordre de l'empire britannique, (OBE) en 1997                                             |
| Hans Gerschwiler (1920) ·      | champion de patinage artistique en 1947, médaille d'Or aux Jeux olympiques d'hiver de 1948                                                                                            |
| Franz Krienbühl (1929-2002)    | champion de patinage de vitesse, il développe en 1974 une combinaison aérodynamique d'une pièce qui va révolutionner ce sport.                                                        |
| Stéphane Lambiel (1985) ·      | champion de patinage artistique en 2005 et 2006, médaille d'Argent aux Jeux olympiques d'hiver de 2006                                                                                |

### Ski
| Paul Accola (1967) ·          | skieur alpin, triple vainqueur en coupe du monde 1992 (classement général, super-G et combiné). Médaillé aux Championnats du monde de ski alpin 1989, 1999 et 2001. Médaillé aux Jeux olympiques de 1998 |
| Simon Ammann (1981) ·         | sauteur à skis, 2 médailles d'Or aux Jeux olympiques d'hiver de 2002. Sportif suisse de l'année en 2002 |
| Michela Figini (1966) ·       | skieuse alpine, s'impose dans quatre disciplines en coupe du monde : 2 fois vainqueur du classement général, Quatre fois en descente, 1 fois en géant et 1 fois en super G. Médaillée aux Championnats du monde de ski alpin 1985 et 1987. Médaillée aux Jeux olympiques en 1984 et 1988. Sportive suisse de l'année en 1984 et 1985          |
| Michael von Grünigen (1969) · | skieur alpin, quatre fois vainqueur du classement en Géant coupe du monde en 1996, 1997, 1999 et 2003. Médaillé aux championnats du monde 1996, 1997 et 2001. Médaillé aux Jeux olympiques de 1998. Sportif suisse de l'année en 1997 |
| Erika Hess (1962) ·           | skieuse alpine, s'impose dans 4 disciplines en coupe du monde : 2 fois vainqueur du classement général, 4 fois en slalom, 1 fois en géant et 1 fois en combiné. Médaillée aux championnats du monde de 1982, 1985 et 1987. Médaillée aux Jeux olympiques de 1980. Sportive suisse de l'année en 1982                                          |
| Peter Lüscher (1956) ·        | skieur alpin, vainqueur du classement général en coupe du monde 1979, médaille d'argent en combiné aux championnats du monde de 1982. Sportif suisse de l'année en 1979 |
| Lise-Marie Morerod (1956) ·   | skieuse alpine, s'impose en coupe du monde : 1 fois vainqueur du classement général, 2 fois en slalom et 3 fois en slalom géant. Médaillée aux Championnats du monde en 1974 et 1978. 3 fois sportive suisse de l'année en 1974, 1975, et 1977                                                                                                |
| Marie-Theres Nadig (1954) ·   | skieuse alpine, s'impose dans 3 disciplines en coupe du monde : 1 fois vainqueur du classement général, 2 fois en descente et 1 fois en combiné. Médaillée aux Jeux olympiques en 1972 et 1980 |
| Bernhard Russi (1948) ·       | skieur alpin, vainqueur du classement de descente en coupe du monde 1971 et 1972. Médaillé aux championnats du monde 1970. Médaillé aux Jeux olympiques en 1972 et 1976. 2 fois sportif suisse de l'année en 1970 et 1972 |
| Vreni Schneider (1964) ·      | skieuse alpine, s'impose dans 3 disciplines en coupe du monde : 3 fois vainqueur du classement général, 5 fois en géant et 6 fois en slalom. Médaillée aux Championnats du monde de ski alpin 1987, 1989 et 1991. Médaillée aux Jeux olympiques en 1988 et 1994. 5 fois sportive suisse de l'année en 1988, 1989, 1991, 1994 et 1995          |
| Maria Walliser (1963) ·       | skieuse alpine, s'impose dans 4 disciplines en coupe du monde : 2 fois vainqueur du classement général, 2 fois en descente, 1 fois en géant, 1 fois en super G et 1 fois en combiné. Médaillée aux Championnats du monde de ski alpin 1987 et 1989. Médaillée aux Jeux olympiques en 1984 et 1988. Sportive suisse de l'année en 1986 et 1987 |
| Pirmin Zurbriggen (1963) ·    | skieur alpin, s'impose dans toutes les disciplines en coupe du monde : 4 fois vainqueur du classement général, 2 fois en descente, 2 fois en géant 4 fois en super G et 3 fois en combiné. Médaillé aux championnats du monde 1985, 1987 et 1989. Médaillé aux Jeux olympiques de 1988. Sportif suisse de l'année en 1985                     |

### Tennis
| Roger Federer (1981) · | joueur de tennis, première place du classement ATP du 2 février 2004 au 17 août 2008,20 titres en Grand Chelem. Vainqueur de la coupe Davis en 2014. 6 fois sportif suisse de l'année en 2003, 2004, 2006, 2007 et 2014 et 3 Laureus World Sports Awards en 2005, 2006 et 2007, champion olympique du double messieurs en 2008 (avec Wawrinka) et vice-champion olympique du simple messieurs en 2012. |
| Stan Wawrinka (1985) · | Champion olympique de tennis en double, 2 titres en Grand Chelem, victoire en Coupe Davis, Suisse de l'année en 2013, sportif suisse de l’année en 2015. |
| Heinz Günthardt (1959) | joueur de tennis, meilleur classement ATP : 3e en double en 1985. Entraîneur de Steffi Graf. Sportif suisse de l'année en 1999. |
| Martina Hingis, (1980) | joueuse de tennis, septième place du classement WTA des meilleures joueuses de tennis au monde, 5 titres en Grand Chelem. Sportive suisse de l'année en 1997. |
| Jakob Hlasek (1964)    | joueur de tennis, meilleur classement ATP : 7e rang en simple et le 4e rang en double. |
| Marc Rosset (1970) ·   | joueur de tennis, finaliste de la Coupe Davis en 1992, médaille d'or aux Jeux olympiques d'été de 1992 à Barcelone. |
| Patty Schnyder (1978)  | joueuse de tennis, meilleur classement WTA : 7e rang en simple. |

### Autres sports
Voir aussi la liste des pilotes de Formule 1 suisses
| David Aebischer (1978)                  | gardien de hockey sur glace, premier hockeyeur suisse à avoir remporté la Coupe Stanley                                                                                         |
| Louis Chevrolet (1878-1941)             | coureur et constructeur automobile |
| Louis-Emil Eyer (1865-1916)             | pédagogue sportif, pionnier du développement sportif en Bulgarie |
| Marcel Fischer (1978) ·                 | escrimeur, médaille d'or en épée individuel hommes aux Jeux olympiques de 2004 à Athènes, élu personnalité sportive suisse en 2004                                              |
| Markus Fuchs (1956)                     | cavalier, champion du monde |
| Andy Hug (1964-2000)                    | Karatéka et Kickboxeur |
| Patrick Hürlimann (1963) ·              | curling, médaille d'or en curling hommes aux Jeux olympiques de 1998 de Nagano                                                                                                  |
| Donghua Li (1967) ·                     | gymnaste cheval d'arçon, champion du monde en 1995, champion d'Europe en 1996 et médaille d'or aux Jeux olympiques d'Atlanta en 1996. Sportif suisse de l'année en 1995 et 1996 |
| Erhard Loretan (1959-2011)              | alpiniste, le troisième à avoir gravi les 14 sommets de plus de 8 000 mètres d'altitude                                                                                         |
| Simone Niggli-Luder (1978) ·            | course d'orientation, 12 fois championne du monde, en 2003 et 2005 elle gagne dans chacune des 4 disciplines. Sportive suisse de l'année en 2003 et 2005                        |
| Maya Pedersen-Bieri (1972) ·            | pilote de skeleton, médaille d'or aux championnats du monde de 2001 et 2005, médaille d'or aux Jeux olympiques de Turin                                                         |
| Clay Regazzoni (1939 - 2006)            | pilote automobile de Formule 1. Sportif suisse de l'année en 1974 |
| Thabo Sefolosha (1985)                  | basketteur, premier Suisse à avoir été repêché et à avoir joué en NBA |
| Joseph Siffert (Jo Siffert) (1936-1971) | pilote automobile de Formule 1 |
| Chany Jeanguenin                        | skateboarder professionnel vivant aux États-Unis |

## Autres

### Non classés
| Johann Georg Bodmer (1786-1864)                | inventeur |
| Abraham Breguet (1747-1823)                    | horloger et physicien, membre de l'Académie des sciences, concepteur de la montre-bracelet en 1812, et du mécanisme tourbillon                                                                     |
| Jean Louis Burckhardt (1784-1817)              | explorateur, orientaliste, il visita l'Arabie et la Nubie, l'un des premiers Européens à se rendre à La Mecque et Médine                                                                           |
| Adrian Frutiger (1928-2015)                    | typographe, créateur de polices de caractères, comme : « Univers », « Frutiger ». Signalétique de l'aéroport de Paris-Charles-de-Gaulle                                                            |
| Frédy Girardet (1936)                          | cuisinier, a obtenu sur le Gault et Millau la plus haute note jamais donnée |
| Marie Grossholtz (Madame Tussaud), (1761-1850) | créatrice d'un musée de cire qu'elle ouvrit à Londres, elle réalisa des effigies de personnalités de l'époque, comme Voltaire                                                                      |
| Paul Grüninger (1891-1972)                     | chef de la police du canton de Saint-Gall, Laisse entrer illégalement en Suisse des milliers de juifs fuyant l'Autriche en 1938 (Anschluss)                                                        |
| Hans Hilfiker (1901-1993)                      | ingénieur et designer, créateur de l'horloge officielle des gares suisses |
| Daniel Jeanrichard (1665-1741)                 | horloger, inventeur des machines et outils pour l'horlogerie |
| Georges de Mestral (1907-1990)                 | inventeur de la fermeture Velcro |
| Max Miedinger (1910-1980)                      | typographe, créateur de la police de caractère Helvetica |
| Jacques Piccard (1922)                         | Océaunaute, en 1960, il est le premier homme avec Don Walsh, officier de la marine américaine, à être descendu à une altitude de - 10 000 mètres (fond de la fosse des Mariannes, Océan Pacifique) |
| Philippe Suchard (1797-1884)                   | chocolatier |
| Johann Augustus Sutter (1803-1880)             | aventurier, pionnier de Californie à l'époque de la ruée vers l'or, il s'installe à l'endroit qui va devenir Sacramento                                                                            |
| Marie-Louise Ruedin (1880-1960)                | une religieuse catholique suisse qui sauva, pendant la guerre d'indépendance turque, à environ 6 000 chrétiens et juifs la vie.                                                                    |
| Guy Spier (1966),                              | Investisseur américano-suisse |

### Personnes fictives
| Betty Bossi                               | personnage fictif utilisé pour la publicité de la margarine "Astra". C'est devenu par la suite une maison d'édition de journal et de livres de recettes.             |
| Heidi                                     | personnage de roman créé par Johanna Spyri. C'est devenu un personnage mythique de la Suisse                                                                         |
| Helvetia                                  | symbole patriotique suisse. On le trouve sur les timbres ou la monnaie                                                                                               |
| Guillaume Tell                            | légendaire, expert dans le maniement de l'arbalète |
| Victor Frankenstein                       | Personnage de roman créé par Mary Shelley en 1818, né à Genève. |
| Arnold von Winkelried (Arnold Winkelried) | héros légendaire de l'histoire qui permit aux Confédérés d'emporter la victoire sur les troupes du duc Léopold III d'Autriche lors de la bataille de Sempach en 1386 |